# Orde van de Glorie (Tunesië)
De Nishan al-Iftikhar werd door Mustafa Pasha-Bey, de bey van Tunis, in 1835 gesticht. In 1843 gaf Ahmad Pasha-Bey de ridderorde vier graden. Nog later werden zes graden ingesteld.
- Grootlint of San'f al-Akbar. Een met diamanten versierde zilveren decoratie[3] aan een breed lint over de rechterschouder. Op de linkerborst werd een grote zilveren ster gedragen. Deze ster had een zilveren[3] of zwart[4] medaillon.
- Grootofficier of San'f al-A'anal. De Grootofficier droeg alleen een zilveren ster op de linkerborst.
- Commandeur of San'f al-Tani. Een groen en rood geëmailleerde ster aan een lint om de hals.
- Officier of San'f al-Talet. De officier droeg een zilveren ster aan een lint met een rozet.[3]
- Ridder der Eerste Klasse of San'f al-Raba'a.
- Ridder der Tweede Klasse of San'f al-Khamis.
- Ridder der Derde Klasse of San'f al-Sadis.

Muhammad as-Sadiq Pasha-Bey schafte de ongebruikelijke zesde graad af en verving deze in februari 1861 door gouden en zilveren medailles. Men kende de orde aan personen van beide geslachten toe voor verdienste op allerlei gebied.
Het lint was geel met twee rode strepen aan iedere zijde. Het kleinood was een gouden ster met een groen medaillon en tien afwisselend groene en rode punten. Als verhoging was een strik aangebracht. De sterren werden kleiner bij de lagere graden van de orde. De orde werd tot 1958 verleend en in 1959 door de Republiek Tunesië afgeschaft.

## Praktijk van de verleningen
De orde werd behalve aan de onderdanen van de bey en latere koning vooral aan Fransen verleend. De Franse regering heeft als invulling van het protectoraat een parallel-regering in Tunis opgebouwd die en aantal beleidsterreinen zoals buitenlandse zaken exclusief beheerde en in andere terreinen de lokale autoriteiten geheel overvleugelde.
De bey verleende de orde op voordracht van zijn vizier of premier en op voordracht van de werkelijke machthebber, de Franse resident-generaal. Iedere opvolgende bey plaatste zijn Tughra of ceremoniële handtekening in het medaillon van de ster.

## Decoraties
De decoraties zijn van massief zilver en in ster en ring werden juweliersmerken en keuren ingeslagen. Zowel in Parijs als in Tunis werden sterren gemaakt waarbij de Afrikaanse sterren de naïeve charme van het mohammedaanse en Noord-Afrikaanse edelsmeedwerk bezitten. Hun emaille is vaak wat dof. De Franse sterren zijn fraaier van kwaliteit.

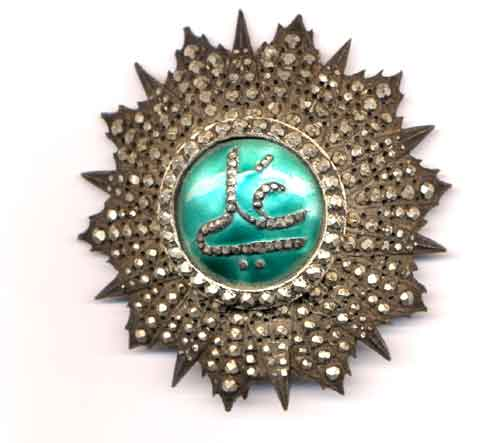
Grootofficier (Tunisisch product)
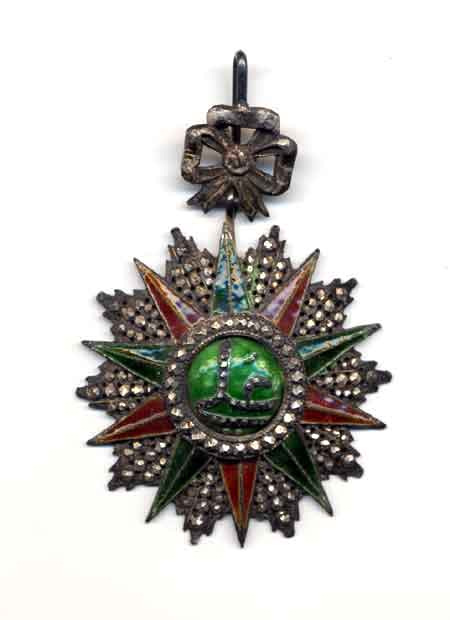
Commandeur (Tunisisch product)
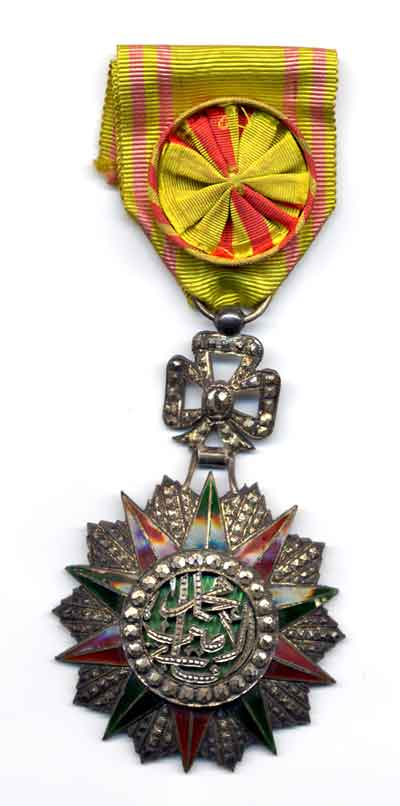
Officier (Frans product)

Al deze versierselen zijn uitgereikt tijdens de regering van Muhammad III as-Sadiq Bey (1859-1882).

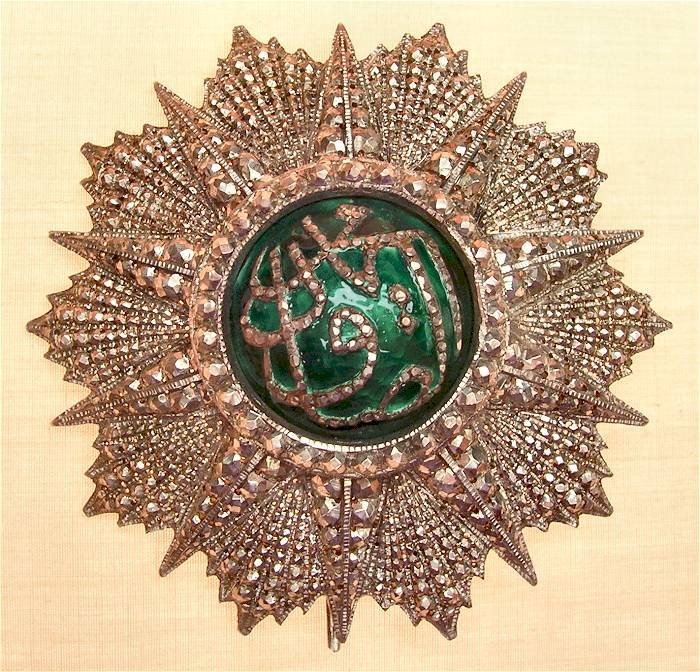
Grootofficier (Tunisische edelsmid)
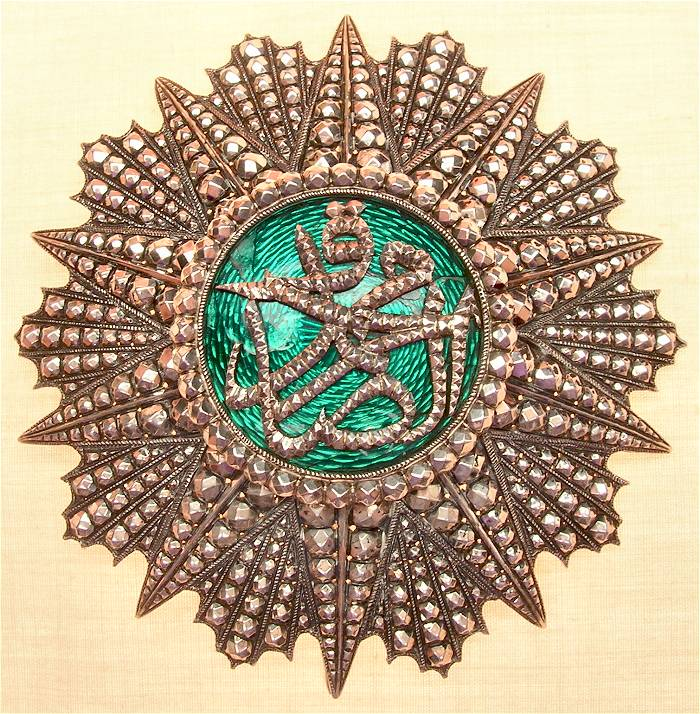
Grootofficier (Franse edelsmid)
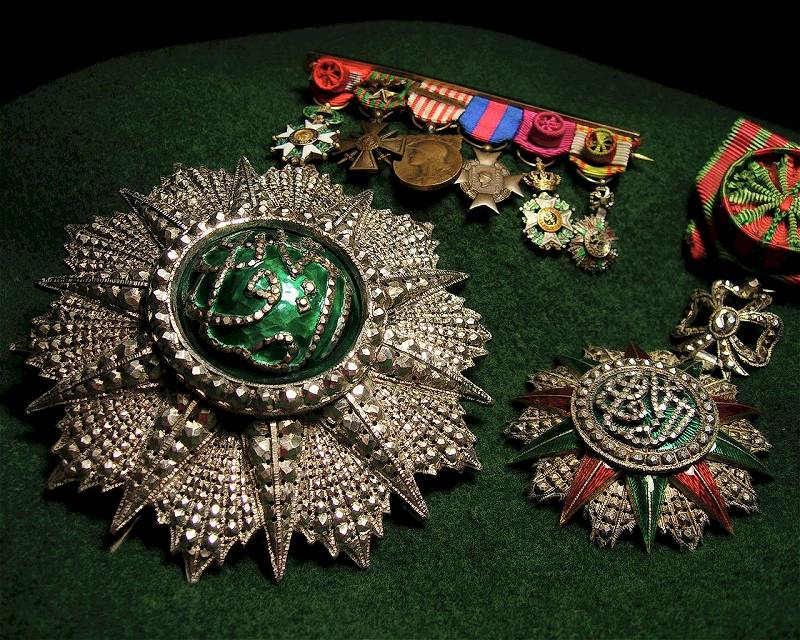
Ster, officierskruis en miniaturen van een Fransman.

## Diploma
De gedecoreerden ontvingen een gekalligrafeerd en in het Arabisch gesteld diploma als bewijs van hun opname in de orde. De tekst kan als volgt worden vertaald:
Geprezen zij God alleen. In naam van de Dienaar van de Glorierijke God. De door Hem met gezag beklede en vertrouwde (naam van de Bey), bezitter van het Koninkrijk Tunis verleent op voordracht van Onze Minister van Buitenlandse Zaken aan (naam van de decorandus) wiens nobele hoedanigheden aan Ons door Onze Minister kenbaar zijn gemaakt deze onderscheiding. Onze naam is daarin gegraveerd en het is de (rang) Klasse van Onze Orde van de Glorie. Draag het met vreugde en onder gelukkige omstandigheden! Gegeven op de (datum en tughra).
Dit zijn twee typische diploma's, de een Franstalig en de ander in het Arabisch.

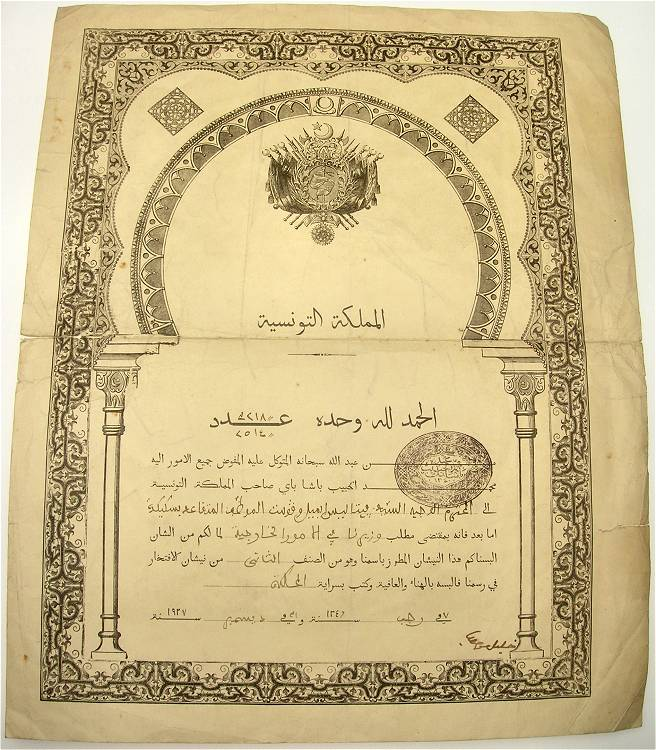
Arabisch diploma
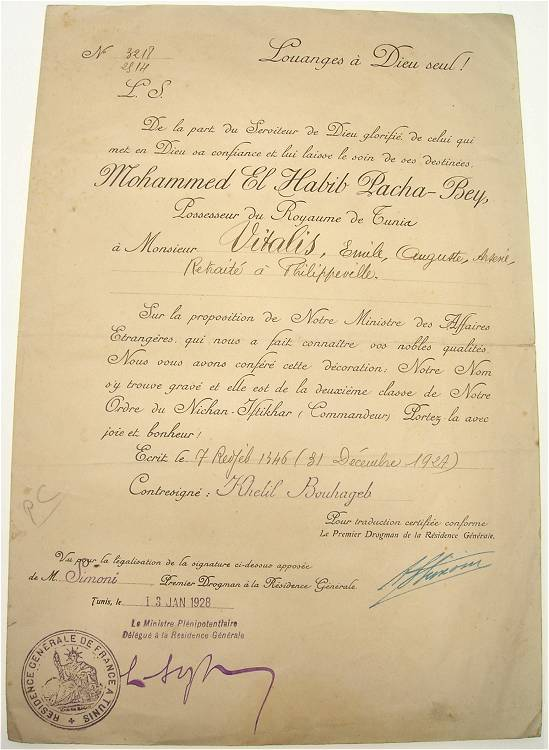
Frans diploma
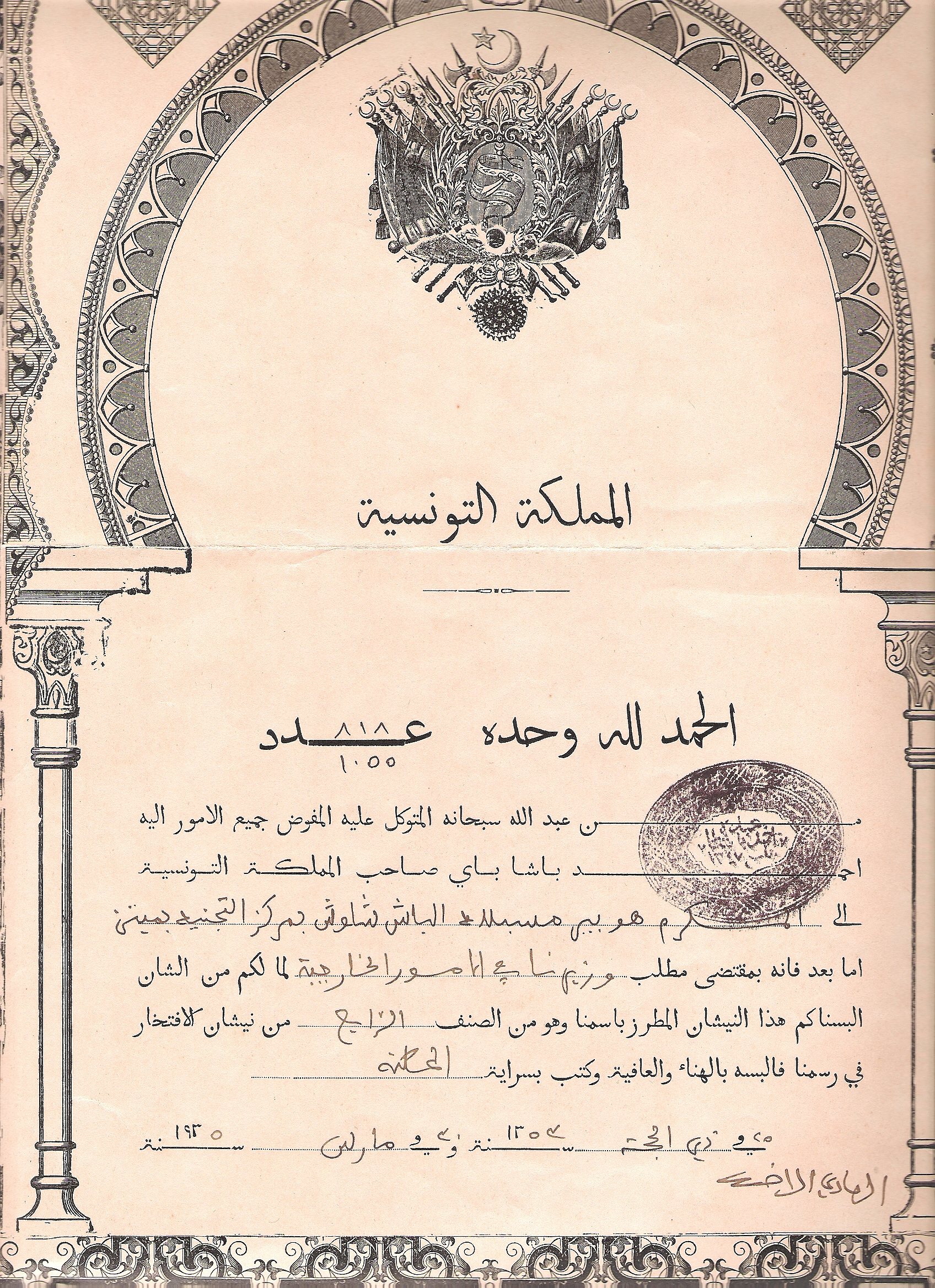
Arabisch diploma van een Ridder der Eerste Klasse.
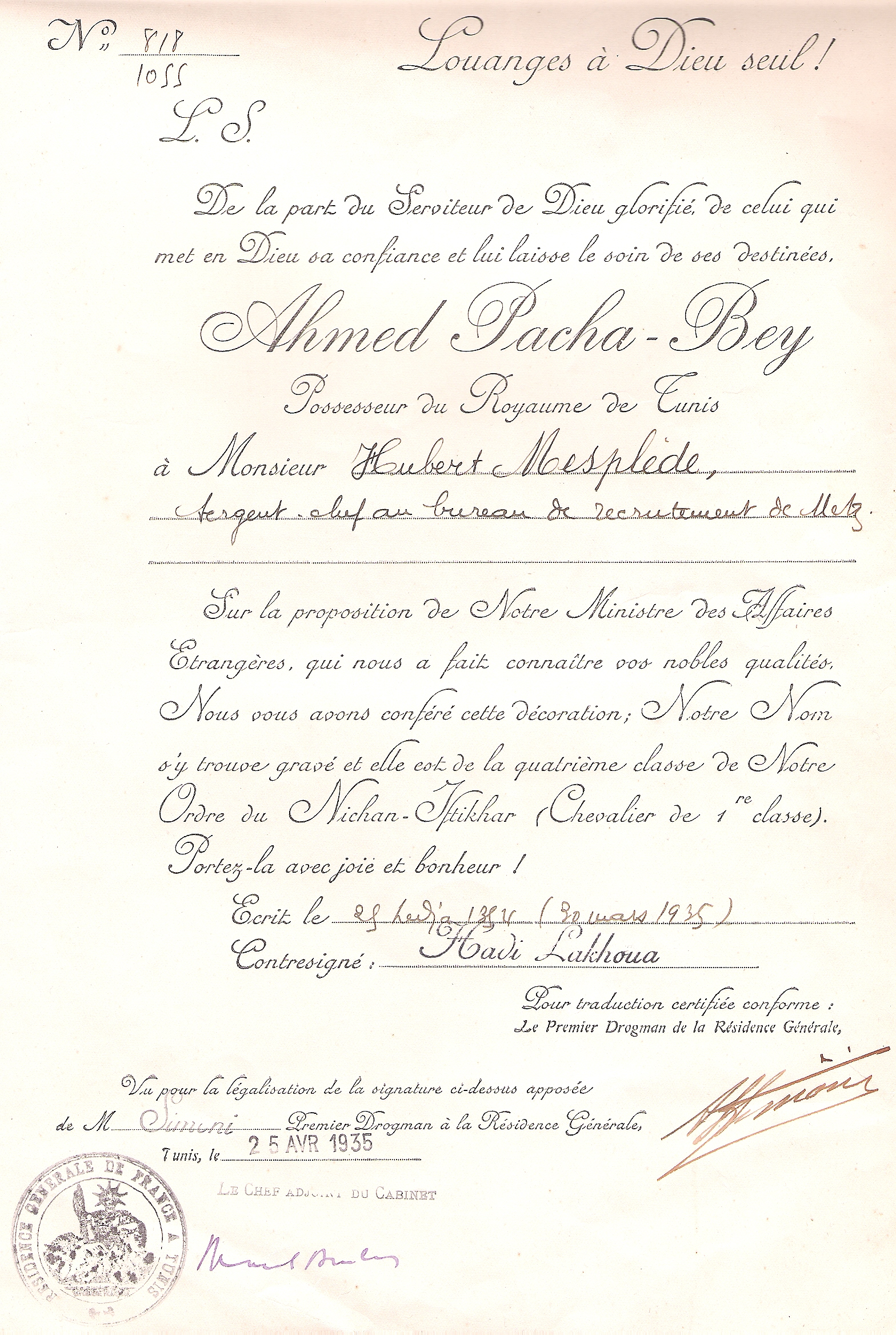
Frans diploma van een Ridder der Eerste Klasse.

Er zijn vele duizenden benoemingen gedaan. Onder hen vallen een Amerikaans generaal en een hotelier, kennelijk heeft de Bey bij hem goed geslapen, op.
- Dwight David Eisenhower (Grootlint)
- René Negresco van het gelijknamige hotel in Nice.
- Arthur Tedder (Grootlint)
- Jean-Marie Charles Abrial, (Commandeur)
- Jean de Laborde, (Grootkruis)
- Antoine Béthouart, (Grootkruis)
- Pierre Messmer, (Commandeur)
- Philippe Leclerc de Hauteclocque, (Grootofficier)
- Petrus Laurentius Regout, industrieel, grootofficier 1e klas
- Alexander Schaepkens, beeldend kunstenaar, officier (1865)
- Charles Noguès, Officier